# Tchô, monde cruel
Tchô, monde cruel est le sixième tome de la série de bande-dessinée Titeuf écrit et dessiné par Zep. Il est sorti en 1997.

## Liste des histoires
1. Ken et barbie
2. Le piège diabolique
3. La menace pauvre
4. Le sens de l'humour
5. La fin du monde est pour Lundi
6. Les dessous-choc
7. Le nouveau cartable
8. L'homme qui valait 3 centimes
9. Piercing
10. Le toboggan de la mort
11. On line ou pas
12. L'eau à la bouche
13. Les Mercredis nature
14. Mac Champion
15. F.C. Papa
16. Sploutch
17. La demi-sœur
18. Gastro-nomie
19. Chippendale
20. Le bon élève
21. Manu-tatoo
22. Protest Livret
23. Safe goûter
24. Frissons dans la nuit
25. L'abominab' Morvax
26. Les Punitions
27. La Fauche
28. Top Honte
29. La classe de neige
30. La classe de neige 2
31. La classe de neige 3
32. La classe de neige 4
33. La classe de neige 5
34. Banzaï
35. La kill-braguette
36. Aux frontières du réel
37. Le skate c'est naze
38. Comment survivre à l'école
39. Boycott
40. Le paradis perdu
41. La mode du plus fort
42. La manif'
43. La Fête
44. L'esprit du jeu
45. Nadia Gum
46. Le péril Jeune